# Vampiros de John Carpenter
Vampiros de John Carpenter (no original: Vampires, também conhecido como John Carpenter's Vampires) é um filme de western-terror dirigido por John Carpenter em 1998. Adaptada vagamente da novela Vampire$ de John Steakley, o filme é protagonizado por James Woods como Jack Crow, líder de um grupo de caça-vampiros da igreja católica. A trama se centra no esforço de Crow de prevenir que uma cruz centenária caia nas mãos de Valek, um vampiro mestre.
O filme se caracteriza por sua forte estética de western. Duas sequências foram lançadas diretamente em vídeo: Vampires: Los Muertos em 2002 que é protagonizado por Jon Bon Jovi, e Vampires: The Turning de 2005.

## Sinopse
O protagonista Jack Crow, interpretado por James Woods é o chefe de um grupo de caçadores de vampiros, contratados pelo Vaticano. Eles chegam ao Novo México para buscar o vampiro Valek, interpretado por Thomas Ian Griffith, que é um vampiro que está vivo desde o século XIV.
Crow tem a ajuda para a missão de Montoya (Daniel Baldwin), e de uma prostituta chamada Katrina (Sheryl Lee), que já foi mordida por Valek, além do padre Guiteau (Tim Guinee), que foi enviado pelo Vaticano para ajudar na caçada.
Crow consegue matar a maioria do grupo de Valek e este se vinga matando quase toda a equipe de Crow, que sobrevive, junto com Montoya e Katrina. Agora resta a Crow utilizar Katrina, que está conectada psíquicamente com Valek, para tentar mata-lo.

## Elenco
- James Woods — Jack Crow
- Daniel Baldwin — Anthony Montoya
- Sheryl Lee — Katrina
- Thomas Ian Griffith — Jan Valek
- Maximilian Schell — Cardeal Alba
- Tim Guinee — Padre Adam Guiteau
- Mark Boone Jr. — Catlin
- Gregory Sierra — Padre Giovanni
- Cary-Hiroyuki Tagawa — David Deyo
- Thomas Rosales, Jr. — Ortega